# Anaís Vivas
Anaís Vivas (sinh ngày 25 tháng 8 năm 1989) là một ca sĩ người Venezuela. Cô đã có thành công đáng kể với album đầu tay của mình mang tên Ser, đặt các bài hát "Muero por ti" và "Por el resto de mi vida" vào bảng xếp hạng âm nhạc Record Report năm 2011, và được công nhận quốc tế với một Giải thưởng HTV Heat Award cho Nữ nghệ sĩ xuất sắc nhất.

## Tiểu sử
Anaís Vivas sinh ra tại Caracas, Venezuela. Trong thời thơ ấu của mình cô đã học nhạc cả tại Caracas và Miami. Khi là thiếu niên cô theo học tại Học viện Âm nhạc Quốc gia Manuel Alberto López tại Caracas. Để chuẩn bị cho việc hát, cô dấn thân vào học cả múa (flamenco, tap, và jazz) và diễn xuất. Cô xuất hiện lần đầu tại nhà hát kịch với vai Gretl von Trapp trong The Sound of Music. Ở tuổi 13 cô ra mắt với tư cách là nghệ sĩ solo trong buổi trình diễn của "Habanera" từ vở opera Carmen.
Cô hoàn thành việc học tại Frost School of Music thuộc Đại học Miami, nơi cô đạt được học bổng và có được bằng về Kinh doanh Âm nhạc và Công nghiệp Giải trí, với sự đề cập đến hát có lời, đặc biệt là ở rạp hát. Cùng lúc đó cô còn gia nhập bè soprano của Frost Chorale, và cô đã cùng họ đi tour Florida và Tây Ban Nha.

## Lịch sử âm nhạc

### Album phòng thu
- 2011: Ser

### Đĩa đơn
- "Muero por ti"
- "Un mundo sin jamás"
- "Nada mejor que tú"
- "Ser"
- "Por el resto de mi vida"

### Bài hát khác
- "Niño lindo" (with Rafael "Pollo" Brito)
- "Diciembre otra vez"
- "Corazón oculto"
- "Duendecillos en la Cama" (with Víctor Muñoz)